# Фельденкрайз, Моше
Моше́ Пинхас Фельденкрайз (6 мая 1904, Славута, Заславский уезд, Волынская губерния, Российская империя — 1 июля 1984, Яффа) — инженер и основоположник метода Фельденкрайза — системы развития человеческого потенциала, основанной на самосознании и понимании себя в процессе работы над движением тела.

## Биография
Фельденкрайз родился в Славуте (Волынская губерния Российской империи) 6 мая 1904 года. По материнской линии был потомком известного раввина-хасида Пинхаса Шапиро из Кореца. Его отец был лесоторговцем. Дома Моше получил сионистское образование и немного выучил иврит. Когда он был ещё ребёнком, его семья переехала в Кременец, позже ненадолго в Корец и затем в 1912 году в Барановичи. Там он прошёл бар-мицву и проучился два года в средней школе. В 1918 году он отправился в шестимесячное путешествие в Палестину.
По прибытии он работает подсобным рабочим до 1923 года, когда возвращается в школу, чтобы получить диплом. В это время он зарабатывает себе на жизнь репетиторством. По окончании школы в 1925 году, Моше начал работать картографом в Британской землемерной конторе. В это время он увлёкся техниками самообороны, изучил джиу-джитсу. В 1929 году во время футбольного матча сильно повредил левое колено. Желание Моше вылечить больное колено во многом послужило началом развития его метода.

#### Учёба, научная деятельность, дзюдо
В 1930 году Фельденкрайз отправился в Париж, где поступил в инженерный колледж École des Travaux Publics des Paris (Школа общественных работ Парижа). В 1933 году Моше начал работать научным сотрудником под руководством Фредерика Жолио-Кюри в Радиевом институте, одновременно с подготовкой к докторской степени в Сорбонне, где одним из его преподавателей была Мари Кюри. С 1935 по 1937 годы он работает над строительством генератора Ван де Граафа в лаборатории в Аркёй-Кашан. С 1939—1940 работает у Поля Ланжевена, проводя исследования в области магнетизма и ультразвука.
В 1933 после встречи с основателем дзюдо Дзигоро Кано Фельденкрайз снова вернулся к преподаванию джиу-джитсу и начал изучать дзюдо. В 1936 году основал «Jiu Jitsu Club de France», одного из старейших клубов дзюдо в Европе, который существует и поныне, и на его основе в 1946 году учеником Фельденкрайза была создана Французская федерация дзюдо, ставшая предшественником Международной федерации дзюдо. В 1936 году он получил чёрный пояс по дзюдо, в 1938 году — чёрный пояс 2-й степени.
Женился на Ионе Рубенштейн в 1938 году.

### Великобритания
После вторжения немцев в Париж в 1940 бежал в Англию, взяв с собой банку тяжёлой воды, научные материалы и инструкцию по её производству для передачи этого Британскому адмиралтейству. До 1946 года служил в морском министерстве научным офицером и работал над системой обнаружения подводных лодок в Фэрли в Шотландии. Его изобретения по усовершенствованию сонара запатентованы. В это же время он обучал персонал дзюдо и самообороне.
В 1942 году издал руководство по самообороне «Practical Unarmed Combat». Начал работать над собой, чтобы справиться с болями в колене, которые усилились после побега из Франции. Отказавшись от операции, он начал изучать и разрабатывать техники самостоятельной реабилитации и осознания, которые позже легли в основу его метода. Его открытия привели к тому, что он начал делиться опытом с другими (в том числе, с коллегой Дж. Д. Берналом) при помощи лекций, экспериментальных курсов и индивидуальной работы с несколькими людьми.
В 1946 году Фельденкрайз покидает адмиралтейство, переезжает в Лондон и работает руководителем отдела исследований и разработок компании «Pioneer Films» в течение трёх лет. Его самостоятельная реабилитация позволила вернуться к занятиям дзюдо, занимаясь в лондонском додзё Будоквай. Используя своё положение в международном комитете по дзюдо, он начал научные исследования этой борьбы, включая туда знания, полученные при самостоятельной реабилитации. Моше публикует первую книгу о своём методе «Body and Mature Behavior» в 1949 году и свою последнюю книгу о дзюдо «Higher Judo: Groundwork» в 1952 году. В этот период он изучает работы Георгия Гурджиева, Ф. М. Александера, Эльзы Гиндлер, Уильяма Бейтса. В 1952 году по рекомендации одного из своих читателей едет в Швейцарию, чтобы обменяться опытом с Генрихом Якоби. Впоследствии эта встреча оказала значительное влияние на развитие метода Фельденкрайза.

### Израиль, популяризация метода
В 1949 году он переехал в недавно созданный Израиль. После руководства в течение нескольких лет департаментом электроники Армии обороны Израиля, в 1954 году он поселился в Тель-Авиве, где полностью переключился на преподавание своего метода. Первым его помощником и учеником стала Мия Сегал в 1957 году. В этом же году он давал уроки метода Фельденкрайза Давиду Бен-Гуриону.
В 1968 году Фельденкрайз подготовил первый обучающий курс по своему методу, а в 1972 года в США вышло из печати переведённое с иврита издание его книги «Совершенствование способностей: теория и практика» под титулом «Сознавание через движение». Это наиболее известный труд Моше Фельденкрайза, принёсший ему широкую известность в мире. В 1960—1980-х годах он представлял свой метод в Европе и Северной Америке (включая программу «Сознавание через движение» для преподавателей человеческого потенциала, в том числе — Уилла Шульца, Стенли Келемана и Иланы Рубенфельд в Институте Эсален в 1972 году).
Он также начал обучать преподавателей своего метода, чтобы те могли, в свою очередь, показывать эту работу другим. Он готовил первую группу из 13 человек с 1969 по 1971 год в Тель-Авиве. В группу входили Алон Талми, Йоханан Риверант, Рути Алон, Хава Шелав, Мириам Пфеффер, Габи Ярон, Эли Вадлер, Двора Хасдай, Бруриа Мило, Шломо Ефрат, Батя Фабиан, Фанни Лок и Шломо Браха.
В течение четырёх летних сезонов 1975—1978 годов под эгидой Института гуманистической психологии он подготовил в Сан-Франциско в колледже Лоун-Маунтин 65 преподавателей, в том числе Томаса Ханну, Линду Теллингтон-Джонс, Илану Рубенфельд, Роберта Мастерса, Анат Баниель, Даба Ли и Карла Гинзбурга.
В 1980 году 235 студентов начали обучение на его 4-х летних курсах преподавателей в колледже Хэмпшир в Амхерсте в Массачусетсе. Он провёл первые два года (только групповые уроки и лекции), однако не смог довести их до конца из-за болезни, развившейся в 1981 году, и обучение студентов программы заканчивали его ассистенты (Йоханан Риверант, Мия Сегал, Габи Ярон и др.). Он проходил реабилитацию после последовательных инсультов в течение трёх лет, однако скончался в своём доме в Тель-Авиве 1 июля 1984 года.

## Публикации

### Книги о Методе Фельденкрайза
- Thinking and Doing: A Monograph by Moshe Feldenkrais. Longmont: Genesis II Publishing, 2013. (The Practice of Autosuggestion by the method of Emile Coue / by Moshe Feldenkrais, 1929)
- Body and Mature Behavior: A Study of Anxiety, Sex, Gravitation and Learning. London: Routledge and Kegan Paul, 1949.
- Twenty-Five Lessons by Dr Moshe Feldenkrais (Eshkol-Wachmann movement notation). Tel-Aviv, Israel: Movement Notation Society, 1971.
- Awareness Through Movement: Health Exercises for Personal Growth. New York/London: Harper & Row 1972, 1977; Toronto: Fitzhenry & Whiteside, 1972, 1977; Harmondsworth, Middlesex, England: Penguin Books, 1972, 1977; San Francisco: Harper Collins, 1990. Книга переведена на русский язык: Фельденкрайз М. Сознавание через движение. — М.: Изд-во Трансперсонального института, 1994.
- The Case of Nora: Body Awareness as Healing Therapy. New York/London: Harper & Row, 1977. (перевод).
- The Elusive Obvious. Cupertino, California: Meta Publications, 1981.
- The Master Moves. Cupertino, California: Meta Publications, 1984. Книга переведена на русский язык: Фельденкрайз М. Искусство движения. Уроки мастера. — М.: Эксмо, 2003.
- The Potent Self. San Francisco: Harper & Row, 1985. Harper Collins, New York, 1992, (мягкая обложка)
- 50 Lessons by Dr. Feldenkrais. Noah Eshkol. Tel-Aviv, Israel: Alef Publishers, 1980.
- Embodied Wisdom: The Collected Papers of Moshe Feldenkrais . Berkeley, California: North Atlantic Books, 2010.

### Книги о джиу-джитсу и дзюдо
- Jiu-Jitsu and self defense. Издана на иврите в 1931. Книга также издана на французском в авторском переводе: Science versus brute force or Jiu-jitsu for intellectuals. Paris: 1933, Manuel pratique de jiu-jitsu : la défense du faible contre l’agresseur. Paris: Éditions Chiron, 1944.
- Practical Unarmed Combat. London: Frederick Warne & Co., 1941. Revised edition 1944, 1967, 2010 (Hadaka-Jime: The Core Technique for Practical Unarmed Combat).
- A B C du Judo (jiu-jitsu). Paris: Editions Chiron, 1944. Книга также издана на английском в авторском переводе: Judo: The Art of Defense and Attack. New York and London: Frederick Warne & Co., 1944, 1967.
- Judo pour ceintures noires : le travail à terre. Paris: Éditions Chiron, 1951, 1953, 1960. Книга также издана на английском в авторском переводе: Higher Judo: Groundwork. New York and London: Frederick Warne & Co., 1952, 2010.

### Статьи и записанные лекции
- «Mind and Body». Two lectures in Systematics: The Journal of the Institute for the Comparative Study of History, Philosophy and the Sciences, Vol. 2, No. 1, June 1964. Reprinted in Your Body Works, Gerald Kogan (ed.). Berkeley: Transformations, 1980.
- «Bodily Expression». Somatics, Vol. 6, No. 4, Spring/Summer 1988.
- «A Non-Specific Treatment». The Feldenkrais Journal, No. 6, 1991. (Lecture from 1975 Training Program, edited by Mark Reese.)
- «Awareness Through Movement». Annual Handbook for Group Facilitators. John E. Jones and J. William Pfeiffer (eds.). La Jolla, CA: University Associates, 1975.
- «On the Primacy of Hearing». Somatics, Vol. 1, No. 1, Autumn 1976.
- «On Health». Dromenon, Vol. 2, No. 2, August/September 1979.
- «Man and the World». Somatics, Vol. 2, No. 2, Spring 1979. Reprinted in Explorers of Humankind, Thomas Hanna (ed.). San Francisco: Harper & Row, 1979.
- «Learn to Learn». Booklet. Washington D.C.: ATM Recordings, 1980.
- «Self-Fulfillment Through Organic Learning». Journal of Holistic Health, Vol. 7, 1982. (Lecture delivered at the Mandala Conference, San Diego, 1981, edited by Mark Reese.)

### Интервью
- Schecter, Richard and Helen. «Image, Movement, and Actor: Restoration of Potentiality». Tulane Drama Review, Vol. 10, No. 3, 1966 (перевод часть 1, часть 2).
- Rosenfeld, Edward. «The Forebrain: Sleep, Consciousness, Awareness and Learning». Interface Journal, Nos. 3-4, 1976 (перевод).
- The New Sun, Vol. 1, No. 11, December 1977 (перевод).
- Schutz, Will. «Movement and the Mind». The New Healers, New Dimensions And/Or Press, Berkeley, 1980 (перевод).
- Joanna Rotte. «Feldenkrais Revisited: Tension, Talent, and the Legacy of Childhood». New Theatre Quarterly, Winter 1998, 351-6 (перевод Архивная копия от 17 мая 2014 на Wayback Machine).
- Leri, Dennis. «Moshé on Moshé on the Martial Arts». The Feldenkrais Journal, No. 2, 1986 (перевод).
- Moshe Feldenkrais Discusses Awareness and Consciousness with Aharon Katzir, edited and with an introduction by Carl Ginsburg (перевод).
- Boulder City Lights, Vol. 1, No. 18, December 11-17, 1986.

### Статьи по физике
- F. Joliot-Curie & M. Feldenkrais. The use of Carbon Tetrachloride for increasing the tension of electro-static generators of the Van-de Graaf type. Comp Rend. de L’Academie des Sciences. 1936, 202, 1037.
- M. Feldenkrais. A new method for high tension measurement of belt driven Van-de Graafs. C.R. de L’Academie des Sciences, 202, 1037.
- M. Pauthenier & M. Feldenkrais. Standardization of an apparatus for measuring very high electrostatic tensions, electrostatic valve. C.R. de L’Academie des Sciences, 1937, 203, 117.
- M. Feldenkrais. Rotary voltmeter. Journal de Phys. et du Radium 8.1937 p. 193
- M. Feldenkrais. Industrial separation of isotopes. Nature. 1946, 157, 481.

### Статьи о дзюдо
- M. Feldenkrais. Better Judo. Budokwai Quarterly Bulletin: Vol. 3 No. 4 (January, 1948); Vol. 4 No. 1 (April, 1948); Vol. 4 No.2 (July, 1948); Vol. 4 No.3 (October, 1948); Vol. 4 No. 4 (January, 1949).
- M. Feldenkrais. Research work at the Budokwai. Budokwai Quarterly Bulletin: Vol. 5 No. 4 (January, 1950); Vol. 6 No. 2 (July, 1950).

## Патенты
- No. 731,315, 12th February, 1932, Paris. «Compasses for Drawing Ellipses».
- No. 833,240. 10th June, 1937, Paris. «Improvements in Electrical Air Sterilization and other fluids».
- No. 418,467, 3rd August, 1937, Paris. «A System of Continuous Production of Sterile Air».
- No. 2069, 5th April, 1940, Paris. «Scissors for Coupons».
- No. 24670, 24th September, 1945, London. «A Device for Automatic Inflation of Pnemuatic Tyres».
- No. 9144/49, 4th April, 1949, London. «Typewriter Ribbon Renovator».